# Musica36
Musica36 — лейбл звукозаписи, продюсерский центр, основанный казахстанским исполнителем Адилем Жалеловым в 2019 году.

## История
До создания собственного лейбла Musica36 Скриптонит являлся участником творческого объединения Gazgolder, лейбл, на который он был подписан в 2014 году. В 2018 году Адиль разделил свое творчество на Скриптонит и Gruppa Skryptonite: два проекта, различающихся как по творческой составляющей, так и по организационной. Первым релизом нового проекта Gruppa Skryptonite стал EP «Solitude», который вышел в апреле 2019 года.
Сам лейбл Musica36 официально был создан в 2019 году, после того как Адиль покинул Gazgolder: в августе 2018 года первый сингл Gruppa Skryptonite «Glupye i Nenuzhnye» был опубликован уже на канале нового проекта, а не на официальном канале Gazgolder. Дебютным синглом, выпущенным от имени Musica36, стал трек исполнителя 104 «В аду сегодня жарко», с участием артистов Dose и Скриптонит.
Первоначально участниками лейбла являлись Gruppa Skryptonite, 104, Truwer, Райда, Dose и Kali, которые приняли участие в первом альбоме-сборнике (кроме Dose), выпущенном в августе 2019 года от имени Musica36 «Как я провёл это лето». Впоследствии состав лейбла менялся.
18 июня 2022 года, в соцсетях творческого объединения Musica36 появилась официальная информация о его роспуске. В опубликованном посте говорится, что лейбл закрылся ещё в феврале этого года.

## Участники
На момент закрытия участниками лейбла являлись:
- Скриптонит (с 2019: Основатель)
- Gruppa Skryptonite (с 2019)
- Truwer (с 2019)
- Kali (с 2019)
- M’Dee (с 2019)
- TAYÖKA (с 2020)
- Сёстры (с 2020)
- Qurt (с 2020)
- Индаблэк (с 2021)
- Gee Baller (с 2021)
- Smoke Bush (с 2021)
- Bludkidd (с 2021)

Бывшие участники, покинувшие состав до закрытия:
- Dose (2019-2019)
- 104 (2019—2020)
- Райда (2019—2021)
- Didar (2020—2021)
- Rodionis (2021-2021)

Звукорежиссёры:
- Павел Петренко
- Niman
- Глеб Колязин